# Inma Chacón
Inmaculada Chacón Gutiérrez (Zafra, Badajoz, 3 de junio de 1954), más conocida como Inma Chacón, es una narradora y poeta española, hermana gemela de Dulce Chacón.

## Biografía
Nació en Extremadura en una familia conservadora, "aristócrata, de derechas y del bando nacional", según palabras de su hermana. Su padre, Antonio Chacón —que fue alcalde de Zafra durante la dictadura de Franco— tenía inquietudes literarias: escribía poemas con el seudónimo Hache y leía poesía a su familia. Falleció cuando Inma y Dulce tenían 11 años. María Gutiérrez, la madre, partió con las niñas al año siguiente a Madrid, donde se instalaron.
Inma dice que aprendió a leer literatura "muy pronto": "Mi padre era poeta y mi madre ha sido una gran aficionada a la lectura, así es que desde muy jovencita ella nos elegía los libros".
Doctora en Ciencias de la Información por la Universidad Complutense de Madrid, es profesora de Documentación en la Universidad Rey Juan Carlos. Ha sido decana de la facultad de Comunicación y Humanidades en la Universidad Europea, fundadora y directora de la revista digital Binaria y directora del Doctorado en Comunicación, Auge Tecnológico y Renovación Sociocultural. 
Ex columnista de El Periódico de Extremadura desde fines de 2005 y colabora con diversos medios.
Su primera novela, La princesa india es un homenaje a su hermana, pues era una historia que ella quería escribir cuando enfermó del cáncer que terminaría con su vida en 2003. Dulce le pidió a Inma que realizara ese proyecto, y esta se decidió después de encontrar un extraño colgante que pensó que podría haber sido de la princesa.
"La historia que Dulce quería contar no la sabe nadie. Tenía su novela en la cabeza desde hacía tiempo, pero no se la contó a nadie. Ella hubiera escrito algo muy distinto, muy desgarrador. Yo he hecho la novela que a mí me hubiera gustado leer. Escribirla ha sido la excusa para sobrevivir a mi hermana. Dulce tuvo el acierto de encargarme este libro y éste es mi homenaje. Es mi venganza sobre su muerte", ha explicado Inma.
En 2011 resultó finalista  del Premio Planeta con su cuarta novela Tiempo de arena, y la escritora comentó entonces esperar que este galardón le diera identidad propia como autora, porque hasta el momento, según explicó, ha habido mucha tendencia a identificarla con su hermana. "Yo lo entiendo, porque ella era una persona muy querida, admirada, con mucho predicamento, con mucho carisma. La gente la adoraba y cuando yo comencé a publicar querían ver en mí la prolongación de Dulce", dice la autora.

## Premios
- Finalista del Premio Planeta 2011 con Tiempo de arena

## Obras
- La princesa india, novela, Alfaguara, 2005
- Alas, poemario, Ellago, 2006
- Urdimbres, poemario, Ellago, 2007
- Las filipinianas, Alfaguara, 2007
- Nick, novela juvenil, La Galera, 2011
- Antología de la herida, poemario, Musa a la 9, 2011
- Tiempo de arena, novela, Planeta, 2011
- Mientras pueda pensarte, novela, Planeta, 2013
- Tierra sin hombres, novela, Planeta, 2016
- Los silencios de Hugo, novela, Contraluz, 2022
- "El cuarto de la plancha", novela, Contraluz, 2023
- "Los ojos de Bruna, novela", Contraluz, 2025

## Trabajos colectivos
- Las Cervantas, obra de teatro escrita en colaboración con José Ramón Fernández para un proyecto de la BNE, 2016.[9][10]